# Акико
Акико (на английски: Akiko) е ударен кратер разположен на планетата Венера. Той е с диаметър 17,4 km, и е кръстен на Йосано Акико – японска поетеса, феминистка, пацифистка.